# Schendylops pallidus
Schendylops pallidus är en mångfotingart som först beskrevs av Kraus 1955.  Schendylops pallidus ingår i släktet Schendylops och familjen småjordkrypare. Inga underarter finns listade i Catalogue of Life.